# Raymond Lussan
Raymond Jean Marie Albert Lussan (* 1. Juni 1904 in Bordeaux; † 8. Juli 1994 in Paris) war ein französischer Autorennfahrer.

## Karriere als Rennfahrer
Raymond Lussan startete 1931 beim 24-Stunden-Rennen von Le Mans. Er war Teampartner von Henri de Costier in dessen Chrysler CG Imperial Eight. Das Fahrzeug fiel nach 18 gefahrenen Runden wegen eines Kühlerdefekts aus. 

## Statistik

### Le-Mans-Ergebnisse
| Jahr | Team             | Fahrzeug                   | Teamkollege      | Platzierung | Ausfallgrund |
| ---- | ---------------- | -------------------------- | ---------------- | ----------- | ------------ |
| 1931 | Henri de Costier | Chrysler CG Imperial Eight | Henri de Costier | Ausfall     | Kühler       |